# Lockwood and Co.
Lockwood and Co. est une série télévisée britannique en huit épisodes d'environ 44 minutes écrite et réalisée par Joe Cornish et mise en ligne le 27 janvier 2023 sur Netflix. Il s'agit de l'adaptation de la série de livres du même titre de Jonathan Stroud publié en 2013 par Random House.

## Synopsis
Dans une uchronie où le monde est envahi par des fantômes qui peuvent plonger leurs victimes dans la catalepsie et même les tuer, les personnes possédant le don de voir ou entendre les revenants sont recrutées dans des agences de chasse aux fantômes. Particulièrement douée, Lucy entend les fantômes à la perfection, mais n'a pas terminé sa formation. Le jeune Anthony Lockwood accepte de l'engager dans l'agence qu'il tient avec George, et qui a pour particularité de ne comporter aucun adulte.

## Distribution

### Acteurs principaux
- Ruby Stokes (VF : Joséphine Ropion) : Lucy Carlyle
- Cameron Chapman (VF : Maxime Baudouin) : Anthony Lockwood
- Ali Hadji-Heshmati (VF : Alexandre De Caro) : George Karim

### Acteurs récurrents et invités
- Ivanno Jeremiah (en) (VF : Diouc Koma) : l'inspecteur Barnes
- Michael Clarke (VF : Philippe Bozo) : Skull
- Luke Treadaway (VF : Damien Ferrette) : The Golden Blade
- Morven Christie (VF : Maïa Michaud) : Penelope Fittes
- Jemma Moore : Annabel Ward
- Jack Bandeira (VF : Laurent Gris) : Quill Kipps
- Ben Crompton (VF : Franck Lorrain) : Julius Winkman
- Hayley Konadu (VF : Justine Berger) : Flo Bones
- Rhianna Dorris (VF : Esthèle Dumand) : Kat Godwin
- Paddy Holland (VF : Grégory Kristoforoff) : Bobby Vernon
- Rico Vina : Ned Shaw
- Louise Brealey (VF : Marianne Leroux) : Pamela Joplin
- Nigel Planer (VF : Michel Voletti) : Sir John Fairfax

 Source et légende : version française (VF) sur RS Doublage et cartons du doublage français.

## Production
Le 12 mai 2023, la série est annulée.

### Musique
Joe Cornish choisit d'inclure dans la série des chansons de style musical post-punk, du répertoire de Bauhaus, the Cure, Siouxsie and the Banshees et This Mortal Coil. Le réalisateur commente ce choix en disant: « nous sommes retournés à beaucoup de musique post-punk […] : les chansons de Siouxsie and the Banshees, The Cure et Bauhaus ont cette sorte d'étrangeté, romantique et captivante en elles et leur musique a un côté très analogique ». « Ces musiques sont vivantes et elles sont aussi hantées; elles dégagent une mélancolie belle et oppressante. On a établi une playlist très tôt avec des morceaux de Bauhaus, Siouxsie et The Cure ».

## Épisodes
1. Ce sera nous (This Will Be Us)
2. Laisse-moi partir ! (Let Go of Me)
3. Doute que les étoiles… (Doubt Thou the Stars)
4. Sweet Dreams
5. La mort approche (Death Is Coming)
6. Jamais dit, jamais demandé (You Never Asked)
7. Sous emprise (Mesmerised)
8. Une fenêtre sur l'éternel (Not the Eternal)